# 人類消失後的世界
《人類消失後的世界》（英語：Life After People）是一部於2008年進行首播的紀錄片，其內容主要為科學家、結構工程師和其他專家對人類突然消失後，大自然和人類遺留下來的文明將會出現的轉變進行推測。

## 劇集
《人類消失後的世界》的每集都會以「歡迎來到地球……人口：0」（Welcome to Earth...Population: 0）作為開場白。
這齣紀錄片並不會探討人類如何消失。相反，它主要探討在人類突然消失，並遺留所有事物下來後，地球將會發生的事。這齣紀錄片是基於「將人類從某個地理區域突然去除，並令到樓宇和各種設施得不到維修」這個思想實驗的結果而製。紀錄片本身的旁白詹姆斯·勞瑞（James Lurie）在紀錄片開始時亦會說：「如果地球上的每一個人都消失了，究竟會發生什麼事？這不是關於我們怎樣消失的故事……它是一個關於我們遺留下來的世界的故事。」
這個系列的每一集都會按照其標題描述人類消失後，不同方面會出現的轉變。其中不少都與因分解作用而成的都市衰退有關。每一集，紀錄片都會集中論述某些種類的建築物，其中包括摩天大樓、宗教圖標、橋樑和大壩。而一些相關項目亦被提及，如遺物、文献和人体。一些種類的植物和動物的命運亦成為部份劇集的主題。儘管這齣紀錄片覆蓋世界各地的地標會發生的轉變，但其重點仍然放在美國中。紀錄片會探討人類消失後不同時間所發生的事，短至一天，長達一億年。

## 製作
於2008年1月21日，《人類消失後的世界》於歷史頻道進行首播，其第一集為2小時特輯。歷史頻道利用這個2小時特輯進行電視試播，以觀察這齣紀錄片受觀眾歡迎的程度。於2009年4月21日，《人類消失後的世界》正式首播。由始至終，其旁白都是詹姆斯·勞瑞。
紀錄片中所發生的事都是使用電腦成像模擬的。涉及的建築物包括埃及金字塔、羅馬競技場、帝國大廈、西爾斯大廈（現已更名為威利斯大廈）、太空巨蛋体育场、太空針塔、艾菲爾鐵塔、迪拜塔、金門大橋、聖路易紀念拱門，台北101，憲法號護衛艦、胡佛水壩、悉尼港灣大橋、格蘭特將軍國家紀念堂、約翰漢考克中心和空軍一號。系列的每一集也會到訪現實中一些已被遺棄的地點，其中包括鬼鎮和其他已因分解作用而衰退的地點。這些已被遺棄的地點與紀錄片模擬的世界相近。
於2009年6月23日，《人類消失後的世界》正式播放完畢。第二季於2010年1月5日首播，並於2010年3月16日正式播放完畢。截至2010年3月16日，製作團隊並未公佈任何關於第三季的消息。

## 評價
《人類消失後的世界》極受觀眾歡迎。共有540萬人收看了2小時特輯，成為歷史頻道史上收視人數最高的節目。因為這齣紀錄片的成功，不少國外電視台均收購了紀錄片的播放權。英國電視台第四台收購了此紀錄片的播放權，聘請演員羅傑·斯特魯恩擔任旁白，並於2008年5月29日進行首播。而澳大利亞電視台七號電視網亦收購了播放權，聘請電視節目主持人西蒙·里夫擔任旁白，並於2008年11月25日進行首播。
香港無線電視亦購入了第一集特輯的播映權，在高清翡翠台播放，粵語版本由陳欣旁白。
因為紀錄片極受歡迎，並刷新了收視紀錄，因此製作團隊決定製作第二季。第二季的電視試播特輯於2009年4月21日在歷史頻道播出，而整季的第一集則於2010年1月5日在歷史頻道首播。

## DVD發行
隨著紀錄片的受歡迎程度上升，製作團隊也有意製作紀錄片的數碼光碟版本。最終，他們將紀錄片交付A+E家庭影片製作成數碼光碟版本，並發佈了三張數碼光碟。
| 名稱                         | 英語名稱                                   | 發布日期       | 涵蓋集數  | 運行時間 |
| ---------------------------- | ------------------------------------------ | -------------- | --------- | -------- |
| 人類消失後的世界（歷史頻道） | Life After People (History Channel)        | 2008年3月18日  | 2小時特輯 | 94分鐘   |
| 人類消失後的世界：完整第一季 | Life After People: The Complete Season One | 2009年10月27日 | 第一季    | 470分鐘  |
| 人類消失後的世界：完整第二季 | Life After People: The Complete Season Two | 2010年7月27日  | 第二季    | 425分鐘  |

## 外部連結
- 官方网站
- 官方网站 - 製作公司
- 澳大利亞網站
- 第四台網站（页面存档备份，存于）
- 互联网电影数据库（IMDb）上《人類消失後的世界》的资料（英文）（原紀錄片）
- 互联网电影数据库（IMDb）上《人類消失後的世界》的资料（英文）（系列）